# Цианиды

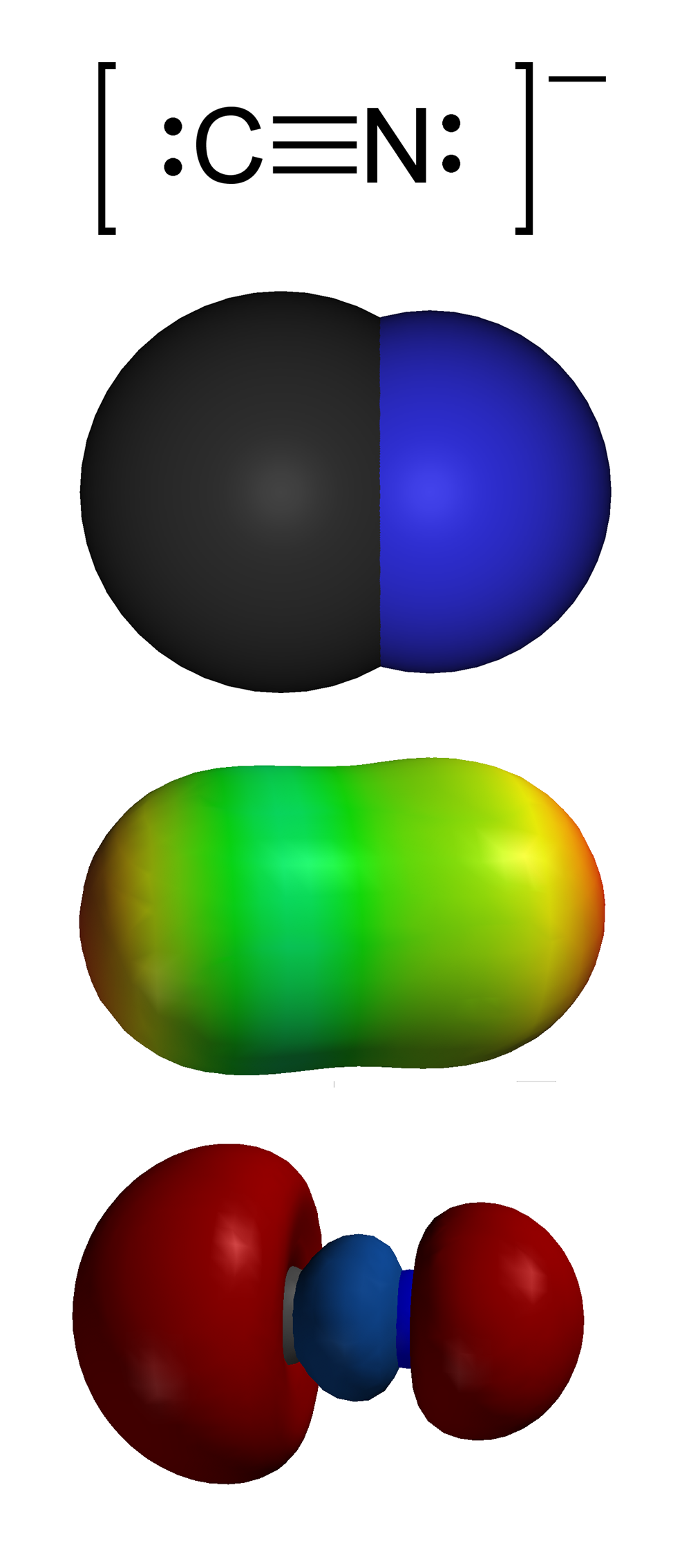
Цианид-анион, представлен различными способами.

Циани́ды — соли цианистоводородной (синильной) кислоты. 

## Номенклатура
Цианидами называют неорганические соли цианистоводородной кислоты. В номенклатуре IUPAC к цианидам относят также C-производные синильной кислоты — нитрилы.
Цианиды металлов (и аммония) принято называть указывая сначала анион, а затем катион со степенью окисления (в случаях, когда возможно разночтение), например — цианид меди(I) или цианид аммония. Также, в справочниках и неформальной среде возможно использование слова "цианистый" вместо "цианид", например — цианистый калий.

## Идентификация цианидов

### Образованиеберлинской лазурипри взаимодействии с ионами Fe2+и Fe3+
Сначала цианиды взаимодействуют с железом(II) с образованием цианида железа(II): 
{\displaystyle {\ce {2KCN + FeSO4 -> Fe(CN)2 v + K2SO4}}}
{\displaystyle {\ce {2CN^- + Fe^2+ -> Fe(CN)2 v}}}
Цианид железа(II) растворим в избытке цианидов с образованием комплекса гексацианоферрата(II):
{\displaystyle {\ce {Fe(CN)2 + 4KCN -> K4[Fe(CN)6]}}}
{\displaystyle {\ce {Fe(CN)2 + 4CN^- -> [Fe(CN)6]^4-}}}
После этого гексацианоферрат(II) взаимодействует с железом(III) с образованием осадка берлинской лазури характерного синего цвета:
{\displaystyle {\ce {2Fe2(SO4)3 + 3K4[Fe(CN)6] -> Fe4[Fe(CN)6]3 v + 6K2SO4}}}
{\displaystyle {\ce {4Fe^3+ + 3[Fe(CN)6]^4- -> Fe4[Fe(CN)6]3 v}}}
Вся реакция проводится следующим образом: к нескольким каплям исследуемого раствора прибавляют 1 каплю соли железа(II) и 1 каплю сильного основания (NaOH, KOH), ставят на водяную баню. После этого прибавляют 1 каплю раствора соли железа(III). Положительной реакцией является выпадение синего осадка. Гексацианоферраты(II) и (III) вызывают ложное срабатывание, то есть мешают проведению реакции.

### Образованиетиоцианата железа(III)
Цианиды взаимодействуют с веществами, легко отдающими серу (например, с дисульфидом аммония) и самой серой с образованием тиоцианатов:
{\displaystyle {\ce {KCN + (NH4)2S2 -> KSCN + (NH4)2S}}}
{\displaystyle {\ce {CN^- + S2^2- -> SCN^- + S^2-}}}
{\displaystyle {\ce {CN^- + S^0 ->[t] SCN^-}}}
После этого тиоцианаты взаимодействуют с железом(III) с образованием тиоцианата железа(III) кроваво-красного цвета:
{\displaystyle {\ce {3KSCN + FeCl3 <=> Fe(SCN)3 + 3KCl}}}
{\displaystyle {\ce {3SCN^- + Fe^3+ <=> Fe(SCN)3}}}
Реакцию проводят следующим образом: на водяной бане под тягой выпаривают несколько капель исследуемого раствора и дисульфида аммония. После охлаждения прибавляют несколько капель соляной кислоты и раствора железа(III). Реакция считается положительной, если появилось кроваво-красное окрашивание. Реакции мешают тиоцианаты.

### Реакция ссульфидом меди(II)
Сульфид меди(II) полностью растворим в присутствии цианидов:
{\displaystyle {\ce {CuS + 2CN^- -> Cu(CN)2 v + S^2-}}}
{\displaystyle {\ce {2Cu(CN)2 -> 2Cu(CN) v + (CN)2 ^}}}
{\displaystyle {\ce {Cu(CN) + 3CN^- -> [Cu(CN)4]^3-}}}
Данный способ может быть использован даже в присутствии тиоцианатов, гексацианоферратов и иных анионов. Реакцию проводят следующим образом: лист фильтровальной бумаги опускают в раствор сульфата тетраамминмеди(II) и высушивают. Перед испытанием его вносят в атмосферу сульфида водорода, после чего она окрашивается в бурый цвет. На неё помещают каплю исследуемого раствора. Реакция считается положительной в случае обесцвечивания участка фильтровальной бумаги, так как комплекс тетрацианокупрата(I) бесцветен.

## Количественное определение цианидов
Цианиды могут быть количественно определены титриметрическим анализом. Чаще всего, применяется комплексометрическое титрование. Далее рассмотрены часто применяемые методы.

### Солями никеля(II)
Согласно ГОСТ 8465-79 и ГОСТ 8464-79, цианиды калия и натрия соответственно возможно титровать нитратом никеля с использованием аммиачного раствора диметилглиоксима в качестве индикатора. Конец титрования определяется по выпадению нерастворимого при перемешивании хлопьевидного осадка красноватого диметилглиоксимата никеля(II). При расчёте концентрации цианидов, используется поправочный коэффициент, определяемый по нитрату серебра(I).
{\displaystyle {\ce {Ni^2+ + 4KCN -> K2[Ni(CN)4] + 2K^+}}}
{\displaystyle {\ce {Ni^2+ + 2dmgH2 + 2OH^- -> [Ni(dmgH)2] v + 2H2O}}}

### Нитратом серебра(I)
Нитрат серебра(I) является часто используемым титрантом для цианидов. Он реагирует с цианидами с образованием соответствующих дицианоаргентатов(I), например, дицианоаргентата(I) натрия:
{\displaystyle {\ce {AgNO3 + 2NaCN -> Na[Ag(CN)2] + NaNO3}}}
Показателем конца титрования служит выпадение нерастворимого осадка дицианоаргентата(I) серебра(I), иногда именуемого цианидом серебра(I):
{\displaystyle {\ce {[Ag(CN)2]^- + AgNO3 -> Ag[Ag(CN)2] + NO3^-}}}
Точка эквивалентности неточна, ибо данный осадок растворяется тем медленнее, чем меньше свободного цианид-иона в растворе. Для уточнения точки эквивалентности, некоторые источники рекомендуют добавление в качестве индикатора раствор иодида калия и аммиака или раствор иодида калия и гидроксида натрия.
Наличие (в щелочной среде) цианатов, тиоцианатов, гексацианоферратов(II), нитритов, боратов, силикатов и карбонатов не оказывает влияния на результат титрования. Наличие гексацианоферратов(III) оказывает незначительное влияние. Наличие тиосульфатов оказывает критическое влияние ввиду комплексообразования с серебром:
{\displaystyle {\ce {Ag^+ + 2S2O3^2- -> [Ag(S2O3)2]^3-}}}

### Иодом
Вместе с тем, также применяется титрование раствором элементарного иода в иодиде калия. Иод взаимодействует с цианидами с образованием бесцветных продуктов — цианида иода и иодида калия:
{\displaystyle {\ce {K[I3] <=> KI + I2}}}
{\displaystyle {\ce {I2 + KCN -> ICN + KI}}}
Метод отличается лёгкостью чёткого определения точки эквивалентности. Иод также является индикатором сам по себе, окрашивая раствор в избытке, однако рекомендуется добавление крахмала к концу титрования для более чёткого определения конца реакции. 

### Иные
Некоторые иные титранты могут быть использованы, однако мало распространены ввиду своей дороговизны по сравнению с вышеуказанными. Например, соли кобальта(II) имеют чёткое стехиометрическое отношение 1 к 5, образуя пентацианокобальтаты(II):
{\displaystyle {\ce {CoCl2 + 5KCN -> K3[Co(CN)5] + 2KCl}}}
в которых, однако, кобальт легко окисляется с Co(II) до Co(III).
Соли меди(II) не могут быть использованы из-за параллельно происходящих реакций, в которых медь восстанавливается цианид-ионом, однако такие реакции имеют нестабильную стехиометрию приблизительно 1 к 4, что означает доминирующей реакцию с образованием гексацианокупрата(II):
{\displaystyle {\ce {CuSO4 + 4KCN -> K2[Cu(CN)4] + K2SO4}}}
Помимо этого, теоретически, цианиды могут быть определены кислотно-основным титрованием, в частности, титрованием сильной кислотой, ибо синильная кислота очень слабо изменяет pH раствора:
{\displaystyle {\ce {HCl + NaCN -> HCN + NaCl}}}
Однако ввиду того, что цианиды очень часто (а на практике — всегда) имеют в себе примеси, которые также будут реагировать с сильными кислотами (например, карбонаты, гидроксиды и иные), данный метод не используется

## Физические свойства
Цианиды щелочных, щёлочноземельных металлов, а также аммония и таллия(I) — бесцветные ионные соединения, хорошо растворимые в воде. Цианиды щелочных металлов во влажном воздухе разлагаются с выделением синильной кислоты и образованием соответствующего карбоната. Цианиды иных металлов чаще всего нерастворимы в воде, однако растворимы в избытке вышеперечисленные цианидов с образованием комплексов. Исключение составляют цианид ртути(II), который растворим в воде, и цианид кадмия, который плохо, но всё же растворяется в воде.
Достаточно стабильными цианидами являются цианиды натрия, калия, лития, бария, стронция и многие малорастворимые цианиды переходных металлов (никеля, цинка, и т. д.). Цианиды же магния и кальция существуют только в растворе, а при попытке их выделить, они полностью разлагаются до соотвуствующего гидроксида и синильной кислоты:
{\displaystyle {\ce {Mg(CN)2 + 2H2O -> Mg(OH)2 + 2HCN ^}}}
Стабильность растворов цианида кальция уменьшается с увеличением концетрации Ca(CN)2. С концетрации 30-36%, они стабильны лишь на протяжении нескольких часов. Разбавленные же растворы могут храниться неделями.

## Химические свойства
Водные растворы вследствие гидролиза имеют щелочную реакцию, и при использовании в промышленности в растворы цианидов щелочных металлов в качестве стабилизатора добавляют соответствующие гидроксиды:
{\displaystyle {\ce {CN^- + H2O <=> HCN + OH^-}}}
При нагревании водные растворы цианидов щелочных и щелочноземельных металлов разлагаются с образованием формиата и аммиака:
{\displaystyle {\ce {NaCN + 2H2O ->[t] HCOONa + NH3 ^}}}
Ввиду этой реакции, во многих книгах не указывается метод очистки цианидов перекристаллизацией из водных растворов, однако согласно другим данным, реакция происходит лишь в незначительной степени и таковое разложение не столь велико, как обычно принято указывать в книгах.
Цианиды легко вытесняются из солей действием более сильных кислот. Также, учтивая относительно низкую температуру кипения синильной кислоты, при действии на цианиды или их растворы сильных кислот при температурах выше этой, можно видеть шипение, подобное таковому у карбонатов.
{\displaystyle {\ce {KCN + HNO3 -> HCN + KNO3}}}
Цианид-ион проявляет свойства восстановителя. Под действием даже мягких окислителей (в том числе при действии кислорода воздуха) цианиды щелочных металлов легко окисляются до цианатов, тиоцианатов и иных веществ:
{\displaystyle {\ce {2NaCN + O2 -> 2NaOCN}}}
{\displaystyle {\ce {KCN + S -> KNCS}}}
При нагревании с нитратом и хлоратом калия, цианиды всех металлов реагируют столь активно, что смесь взрывается.
При поджигании смеси порошка магния (а равно бериллия, кальция, бора, алюминия, церия и лантана) и цианида калия без присутствия воздуха, происходит образование нитрида соответствующего металла и высвобождение щелочного металла:
{\displaystyle {\ce {2KCN + 3Mg ->[t] Mg3N2 + 2K + 2C}}}
Цианиды являются хорошими комплексообразователями. Так, они способы растворять многие металлы (например, серебро и золото) в присутствии окислителей (чаще всего кислорода или пероксида водорода), создавать различные комплексные соединения. Это свойство используется в добыче благородных металлов:
{\displaystyle {\ce {4Au + 8KCN + O2 + 4H2O -> 4K[Au(CN)2] + 4KOH}}}
{\displaystyle {\ce {2Ag + 4KCN + H2O2 -> 2K[Ag(CN)2] + 2KOH}}}
{\displaystyle {\ce {Ag2S + 4KCN + H2O -> 2K[Ag(CN)2] + NaHS + NaOH}}}

## Получение
До изобретения промышленных способов получения цианидов, в Европе активно исследовались различные способы их получения. Один из самых первых способов их получения был пиролиз тщательно высушенного гексацианоферрата(II) калия без доступа воздуха по реакции: 
{\displaystyle {\ce {K4[Fe(CN)6] ->[t] 4KCN + (FeC2) + N2 ^}}}
где (FeC2) есть стехиометрическое выражение различных продуктов, включающих углерод, железо, карбид железа. Полученный продукт имел тёмный цвет ввиду значительных количеств примесей вышеназванных веществ. При проведении реакции на открытом воздухе могут выделиться различные вещества ввиду реакций окисления, среди которых: α-оксид железа(III), оксид железа(II,III), карбид железа, железо, оксид железа(II), феррит калия, β-метагидроксид железа, цианат калия, карбонат калия и цианид калия. 
Для максимизации выхода цианида калия, безводный гексацианоферрат(II) калия сплавляли с безводным карбонатом калия, после чего сливали жидкую смесь:
{\displaystyle {\ce {K4[Fe(CN)6] + K2CO3 ->[t] 5KCN + KOCN + Fe + CO2 ^}}}
Однако продукт был загрязнён некоторым количеством цианата калия. Впоследствии, карбонат калия заменяли карбонатом натрия, ввиду чего массовое содержание цианидов увеличивалось из-за малой атомной массы натрия по сравнению с калием.
Также, применялся способ сплавления гексацианоферрата(II) калия с тиоцианатом калия (и, в некоторых случаях, с добавления карбоната калия для предотвращения выделения циана):
{\displaystyle {\ce {K4[Fe(CN)6] + KSCN ->[t] 5KCN + FeS + (CN)2 ^}}}
{\displaystyle {\ce {K4[Fe(CN)6] + KSCN + K2CO3 ->[t] 6KCN + FeS + KCNO + CO2 ^}}}
Эмиль Эрленмейер также предложил способ получения цианидов сплавлением гексацианоферрата(II) калия с металлическим натрием. Способ давал количественный выход. Данный способ в некоторых случаях используется в лабораториях по сей день для получения чистых цианидов:
{\displaystyle {\ce {K4[Fe(CN)6] + 2Na ->[t] 4KCN + 2NaCN + Fe}}}
В лабораториях также можно получить цианиды взаимодействием циановодорода и основания. Этот способ может также использоваться для получения цианидов, которые не производятся промышленностью (цианиды цезия, лития, рубидия и т. д.):
{\displaystyle {\ce {HCN + LiOH -> LiCN + H2O}}}
{\displaystyle {\ce {HCN + RbOH -> RbCN + H2O}}}
{\displaystyle {\ce {NH3*H2O + HCN -> NH4CN + H2O}}}
Сам циановодород может быть получен действием сильных кислот на выпускаемые промышленностью цианиды калия (или натрия) или действием их на гексацианоферраты(II):
{\displaystyle {\ce {2NaCN + H2SO4 -> Na2SO4 + 2HCN ^ + Q}}}
{\displaystyle {\ce {2K4[Fe(CN)6] + 3H2SO4 ->[t] 6HCN + 3K2SO4 + K2Fe[Fe(CN)6]}}}
Последний способ проблематичен тем, что на практике, лишь половина цианогрупп будет выделена в качестве HCN, ввиду образования гексацианоферрата(II) калия-железа(II), который крайне неохотно реагирует с серной кислотой. При длительном нагревании с 30%-ной H2SO4 возможно его разрушение до HCN. Иные источники рекомендуют нагревание ферроцианида калия с приблизительно 47% серной кислотой. Помимо этого, катилитической актвиностью при кислотном разложении гексацианоферратов(II) является хлорид меди(I):
{\displaystyle {\ce {K4[Fe(CN)6] + 3H2SO4 ->[t, CuCl] 6HCN + 2K2SO4 + FeSO4}}}
Основой способ промышленного получения цианидов щелочных металлов — взаимодействие соответствующего гидроксида с синильной кислотой, которая получается в ходе метода Андрусова или метода BMA. В частности, это основной метод получения наиболее крупнотоннажного цианида — цианида натрия. 
{\displaystyle {\ce {2NH3 + 2CH4 + 3O2 ->[t][{Pt}] 2HCN + 6H2O}}}
{\displaystyle {\ce {NH3 + CH4 ->[t][Pt] HCN + 3H2}}}
{\displaystyle {\ce {HCN + NaOH -> NaCN + H2O}}}
Другой промышленный метод получения цианида натрия — сплавление цианамида кальция с углём и хлоридом натрия либо карбонатом натрия с образованием цианплава:
{\displaystyle {\ce {CaCN2 + C + 2NaCl ->[t] 2NaCN + CaCl2}}}
{\displaystyle {\ce {CaCN2 + C + Na2CO3 ->[t] 2NaCN + CaCO3 v}}}
Прочие цианиды получают в основном реакциями обмена цианидов щелочных металлов с соответствующими солями, например, цианид цинка получают взаимодействием стехиометрических количеств растворимого цианида и соли цинка:
{\displaystyle {\ce {2KCN + Zn^2+ -> Zn(CN)2 v + 2K^+}}}
Цианиды также могут быть получены восстановлением цианатов или тиоцианатов щелочных металлов в присутствии, например, порошка магния или железа, однако в случае с магнием возможная побочная реакция с образованием нитрида магния (см. раздел химических свойств):
{\displaystyle {\ce {KSCN + Fe ->[t] KCN + FeS}}}
{\displaystyle {\ce {KOCN + Mg ->[t] KCN + MgO}}}
Как осбое исключение можно отметить реакции, происходящие с аммиаком. Например, цианид аммония может быть получен пропусканием аммиака над раскалённым углём:
{\displaystyle {\ce {2NH3 + C ->[t] NH4CN ^ + H2 ^}}}

## Применение
- Цианиды применяют для извлечения золота и серебра из руд методом цианирования (один из процессов гидрометаллургии, основанный на растворении металла в цианистых растворах вследствие образования комплексных солей).
- В электрохимии — как комплексообразователь с высокой константой устойчивости для составления электролитов для гальванического покрытия благородными металлами изделий (золочение, серебрение, платинирование).
- В органическом синтезе.
- Цианиды применяют в аналитической химии для разделения металлов (как комплексообразователь).
- Как и ферроцианиды, цианиды когда-то использовались для азотирования стали.
- Использовались в качестве ядов, в том числе как яд от мышей и крыс; синильная кислота и некоторые её производные (хлорциан) также применялись в качестве боевых отравляющих веществ.
- В качестве отбеливателя в мокром фотопроцессе.
- В медицине используют некоторые соединения цианидов, например, нитропруссид натрия.

## Токсикология

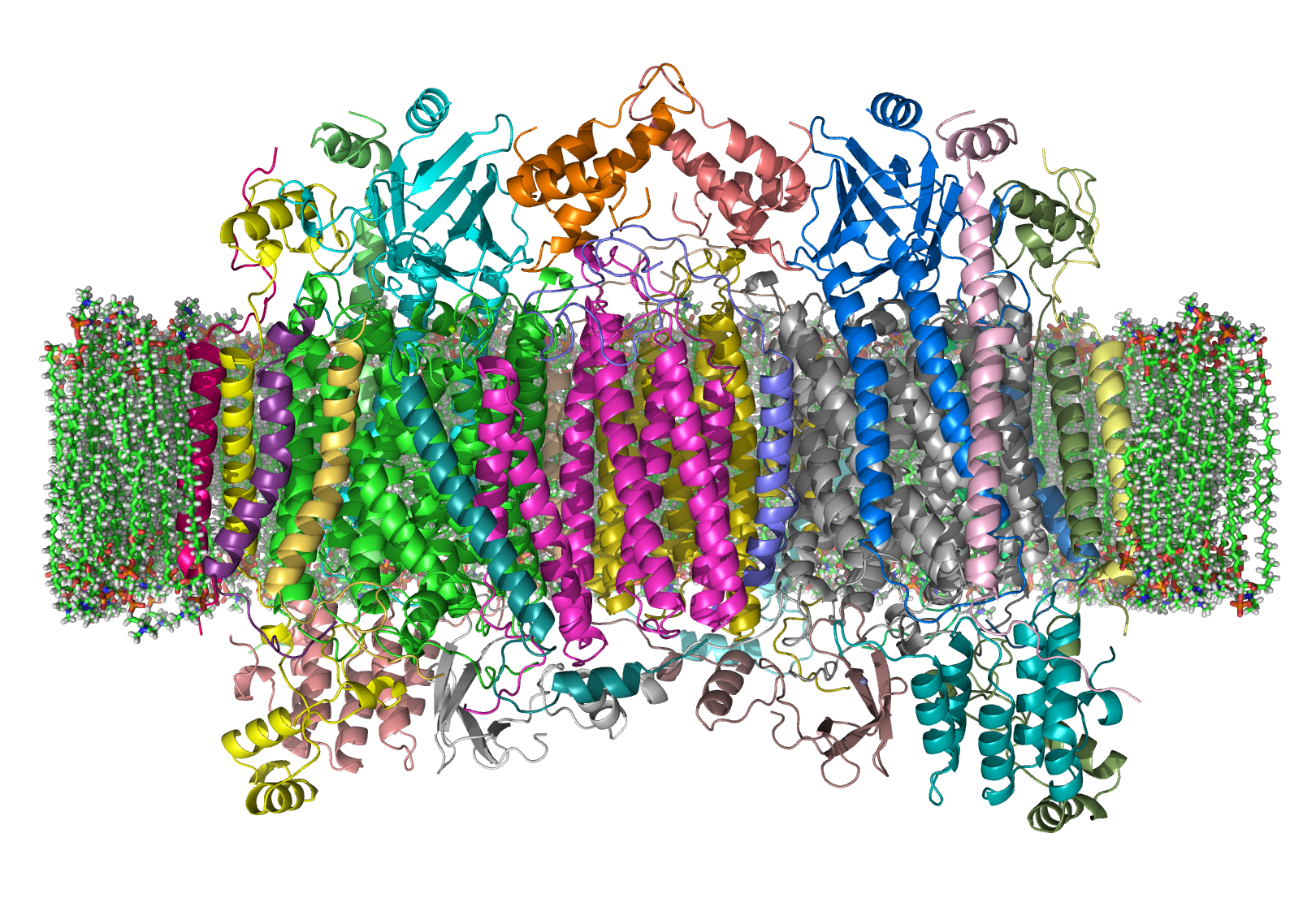
Фермент, ингибируемый цианидами, — цитохром c-оксидаза, находящаяся во внутренней мембране митохондрий.

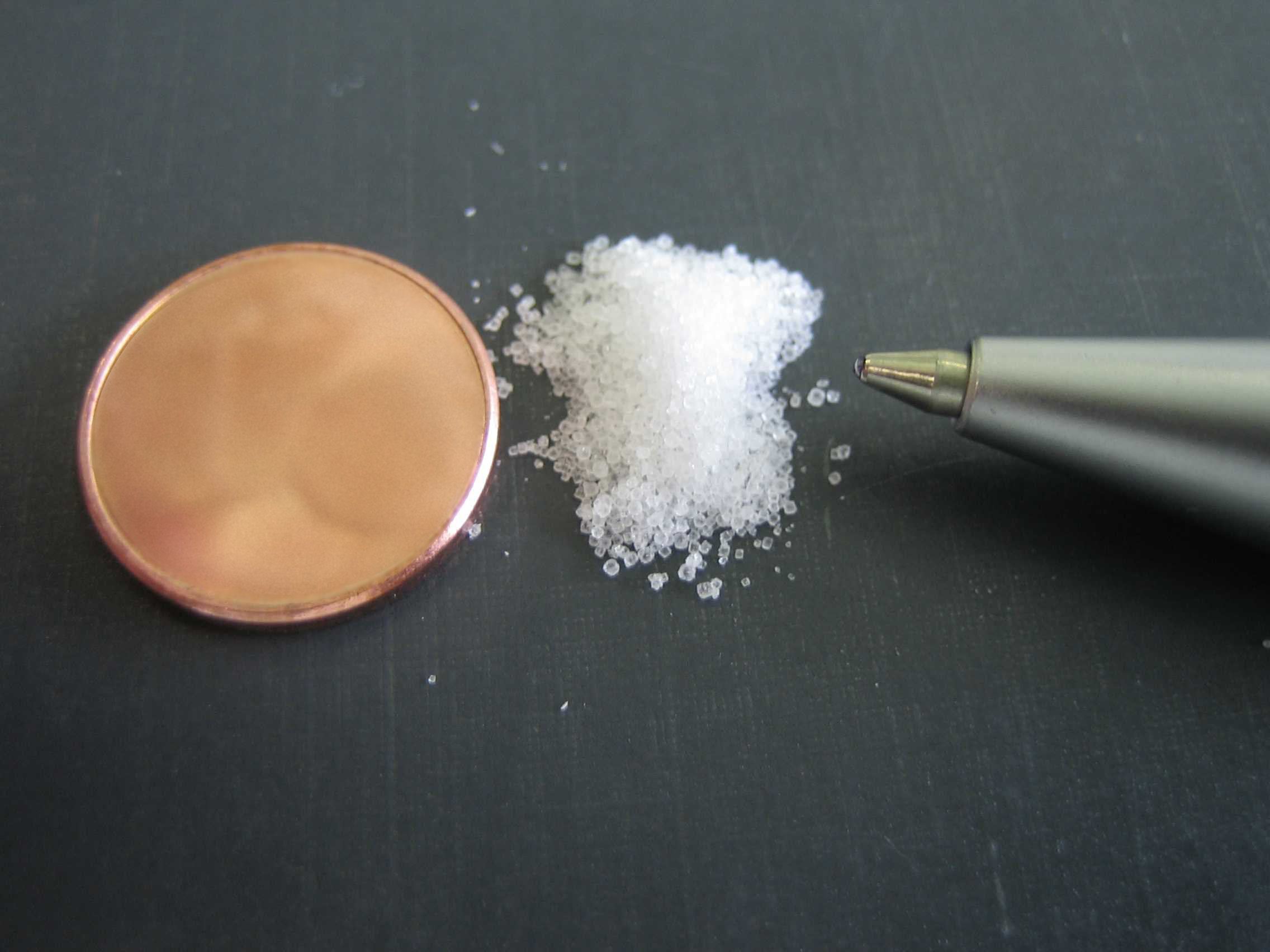
Потенциально летальная доза цианида калия (140 мг)

Все (неорганические) цианиды очень ядовиты. Цианиды в XX веке применялись как отравляющее вещество против грызунов в сельском хозяйстве. В начале XX века синильная кислота использовалась французами как боевое отравляющее вещество.
Цианид-анион является ингибитором фермента цитохром с-оксидаза (он же aa3) в IV комплексе дыхательной цепи переноса электронов (у эукариот локализована на внутренней мембране митохондрий). Анион синильной кислоты связывается с трёхвалентным железом, входящим в состав фермента, чем препятствует переносу электронов между цитохром с-оксидазой и кислородом. В результате нарушается транспорт электронов, и наступает клеточная гипоксия.
Наиболее токсичным и опасными цианидом является синильная кислота ввиду своей летучести, низкой молярной массы и возможности проходить сквозь кожные покровы как в жидкой, так и газообразной форме. Так, смертельная доза HCN составляет 1,0 мг/кг массы тела, а для цианидов натрия и калия - 1,8 мг/кг и 2,4 мг/кг массы тела соответственно.

### Обезвреживание цианидов
В сточных водах предприятий промывные воды гальванических участков, в которых используются цианиды, относительно легко обезвреживаются с помощью окислителей. В связи с этим в 80-х — 90-х годах XX века был приостановлен массовый переход на «нецианистые электролиты» — оказалось, что несмотря на меньшую токсичность, они сложнее в обезвреживании и часто менее технологичны.
Наиболее часто применяются гипохлориты (хлорная известь, гипохлорит натрия), перманганат калия, оксид серы(IV) и пероксид водорода (конц.), которые переводят цианиды в менее опасные цианаты или вовсе разрушают соединение с образованием иных соединений азота и углерода:
{\displaystyle {\ce {NaCN + H2O2 -> NaOCN + H2O}}}
{\displaystyle {\ce {NaCN + 2KMnO4 + 2KOH -> 2K2MnO4 + NaOCN + H2O}}}
Гипохлориты окисляют цианиды ступенчато. Сначала, цианиды переводятся в цианаты, которые подвергаются быстрому гидролитическому расщеплению с образованием гидрокарбонат-иона и аммиака, которой окисляется до азота. Суммарно реакция протекает следующим образом:
{\displaystyle {\ce {2NaCN + 5NaClO + H2O -> 2NaHCO3 + 5NaCl + N2 ^}}}
Катализаторами реакции с оксидом серы(IV) служат ионы меди(II), а кислород берётся из воздуха. Оптимальный pH реакции составляет 9.
{\displaystyle {\ce {CN^- + SO2 + O2 + H2O ->[Cu^{2+}] OCN^- + H2SO4}}}
Помимо этого, в промышленности часто применяется метод связывания цианидов в безопасные комплексы, например, [Fe(CN)6]4-. Для этого часто использует сульфат железа(II):
{\displaystyle {\ce {6CN- + FeSO4 -> [Fe(CN)6]^4- + SO4^2-}}}

### Меры при отравлении цианидами
Противоцианидные антидоты вводят внутривенно или перорально. Их можно разделить на три основных класса.
Первый — сахара (прежде всего глюкоза), необратимо связывающие цианиды в нетоксичные циангидрины. Они постоянно присутствуют в крови и частично защищают организм при отравлении. Несмотря на это, данная реакция относительно медленная и существуют сомнения относительно того, можно ли он быть использован в качестве первой линии противоядия.
Из второй группы можно назвать тиосульфат натрия, который под действием фермента роданазы реагирует с цианидами, превращая их в роданиды, которые значительно менее ядовиты, чем цианиды. 
Третья группа антидотов — вещества, превращающие гемоглобин крови в метгемоглобин. Он не способен переносить кислород, но быстро связывает цианиды с образованием цианметгемоглобина, который впоследствии выводится из организма. К этой группе относятся некоторые красители (например, метиленовый синий), органические и неорганические нитриты.
Метгемоглобинобразователи наиболее эффективны из всех антидотов, так как действуют быстрее других, но в то же время они и опасны сами по себе: при их передозировке кровь теряет способность переносить кислород. Кроме того, реакция образования цианметгемоглобина обратима, и со временем часть цианида будет высвобождаться обратно. Поэтому антидоты этой группы применяют обычно в сочетании с антидотами других групп. Эффективным антидотом из этой группы является изоамиловый эфир азотистой кислоты (также известен как амилнитрит), ибо он действует очень быстро и может быть использован практически моментально.